# シュタインフェルト (オルデンブルク)
シュタインフェルト (オルデンブルク) (ドイツ語: Steinfeld (Oldenburg)) は、ドイツ連邦共和国ニーダーザクセン州フェヒタ郡の町村（以下、本項では便宜上「町」と記述する）である。フェヒタ地方は馬の産地とされており、シュタインフェルトは、ミューレン地区の乗馬スポーツのアクティビティによって全国的に知られている。

## 地理

### 位置
シュタインフェルトは、オスナブリュックとブレーメンとの間、オルデンブルガー・ミュンスターラントに位置している。地理上の特徴としては、シュタインフェルトを南から北に貫くダンメ山地の張り出し部の上を、エムス川水系のハーゼ川とヴェーザー川水系のフンテ川とを分けるヴェーザー＝エムス分水界が走っている。南西では、ダンマー山地の山並みがデュンマー低地へ下って行く。北東部は、広い自然保護区に含まれるシュタインフェルダー・モーアがある。この自然保護区の北はクローゲ＝エーレンドルフ（ローネ市内）にまで至る。

### 隣接する市町村
隣接する市町村は、北から時計回りにローネ、ディープホルツ、ダンメ、ホルドルフである。

### 自治体の構成

シュタインフェルトの地区図

自治体シュタインフェルトは多くの地区からなる。
| - バーリング - ブロカンプ＝ヴィーフェリヒ - デューペ - ハルペンドルフ - ホルトハウゼン - レームデン | - ミューレン - オンドルプ - シェムデ - シュタインフェルト＝ジュート - シュタインフェルト＝ミッテ - ハスカンプ |

### 気候
この町は、北海からの湿った北西風の影響を受け温帯海洋性気候が支配的である。シュタインフェルトの長期平均気温は8.5℃から9.0℃、平均年間降水量は約 700 mm である。5月から8月の間に平均20日から25日の夏日がある。

## 住民

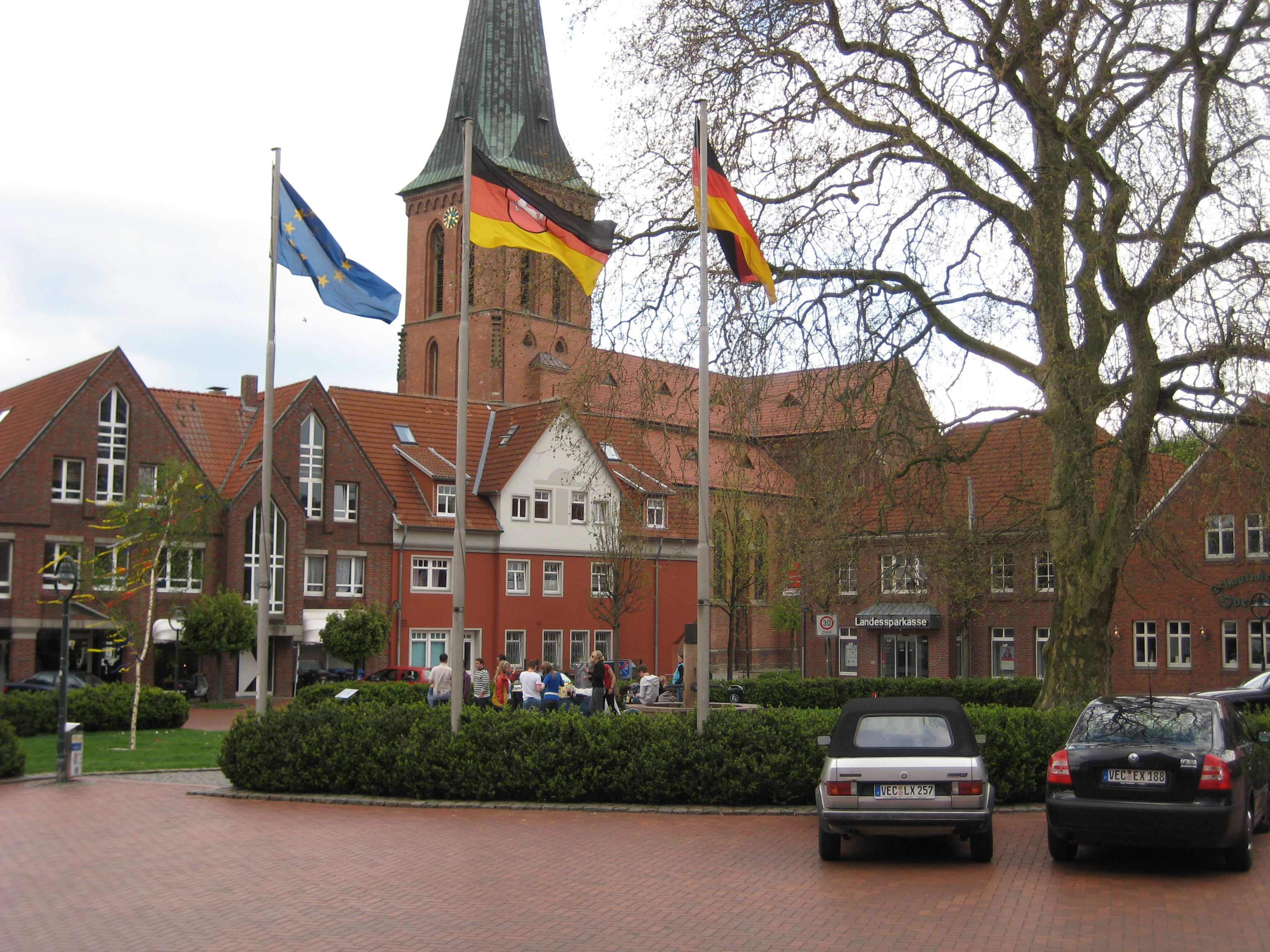
町の中心部に建つ洗礼者聖ヨハネ教会

### 宗教
この町の住民は主にローマ＝カトリックを信仰している。シュタインフェルト地区にはカトリックの洗礼者聖ヨハネ教会と福音主義＝ルター派の復活教会がある。ミューレン地区にはネオロマネスク様式の聖ボナヴェントゥーラ教会がそびえている。
シュタインフェルトの古い伝統の1つに棕櫚の日曜日にできる限り長いパルムシュテック（ヤナギやツゲの樹皮などを編んで創る縄）を教区教会に納めるという習慣がある。最も長いものは、1935年の棕櫚の日曜日に創られたもので、長さが 13.75 m ある。シュタインフェルトで創られた2本のパルムシュテックが、ハンブルクのローテンバウム博物館のコレクションに含まれている。

## 行政

### 議会
シュタインフェルトの町議会は22議席からなる。これは人口9,001人から10,000人の自治体における議員定数である。22人の議員は4年ごとに住民の直接選挙で選出される。
これに加えて専任の町長が町議会に参加し、投票権を有している。

### 首長
ゼバスティアン・ゲーロルト (CDU) は、彼が唯一の立候補者であった2022年10月9日の町長選挙で 80.74 % の支持票を獲得してシュタインフェルトの町長に選出された。彼はフェヒタ郡で最初の女性町長であったマヌエラ・ホンコンプの後継者となった。

### 紋章
シュタインフェルトの紋章は四分割で、
- 第1フィールド（向かって左上）: 古い伯の紋章（黄色地に2本の赤い横帯）。
- 第2フィールド（向かって右上）: シュタインフェルトの教会の守護聖人である洗礼者聖ヨハネ。彼の頭の後ろに殉教を表す剣が描かれている。
- 第3フィールド（向かって左下）: シュタインフェルト（直訳: 石の野原）という地名にちなみ、様式化された5つの石。彩色された紋章では緑地に白い石で描かれる。
- 第4フィールド（向かって右下）: デルメンホルストの十字（青地に黄色の十字）。

第2、3フィールドはシュタインフェルトの町の特徴を、第1、4フィールドはかつてのオルデンブルク大公国への帰属を表している。

### 姉妹自治体
- ヤストロヴィエ（ポーランド語版、英語版）（ポーランド、ヴィエルコポルスカ県）2004年[5]

## 文化と見所
2004年にアクション「シュタインフェルト馬街道」が始動した。75体の鮮やかに彩色された馬の模型がシュタインフェルトの見所に配置された。14体は、2006年サッカーワールドカップのハノーファー市における文化プログラムの一環であった。2007年には、シュタインフェルトのディッカー・シュタインの近くに、ハノーファーでプレイした代表チームのジャージが描かれた10体が配置された。現在では町内全域だけでなく、近隣市町村にも「馬街道」の模型が設置されている。

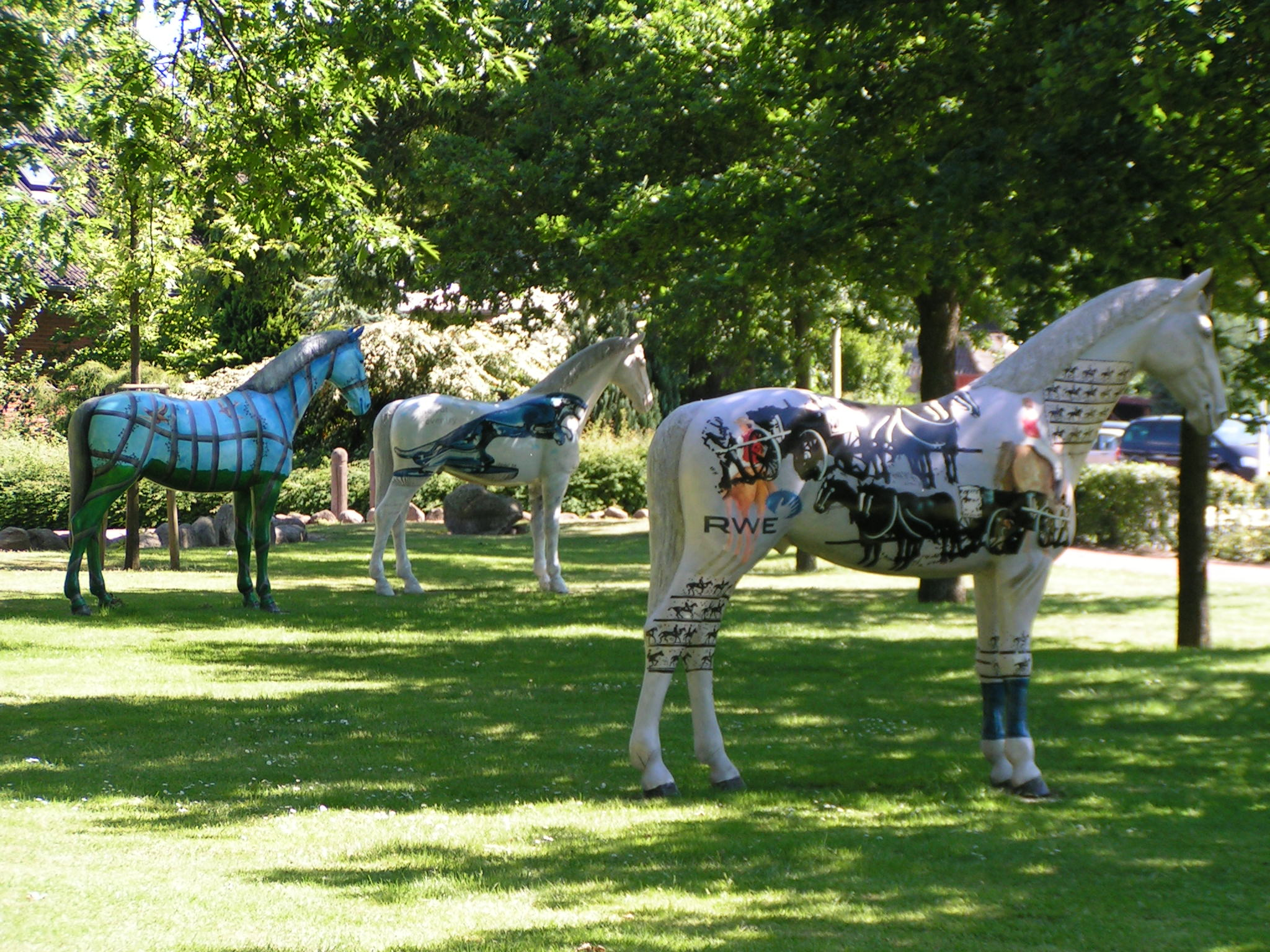
シュタインフェルト馬街道の馬の模型
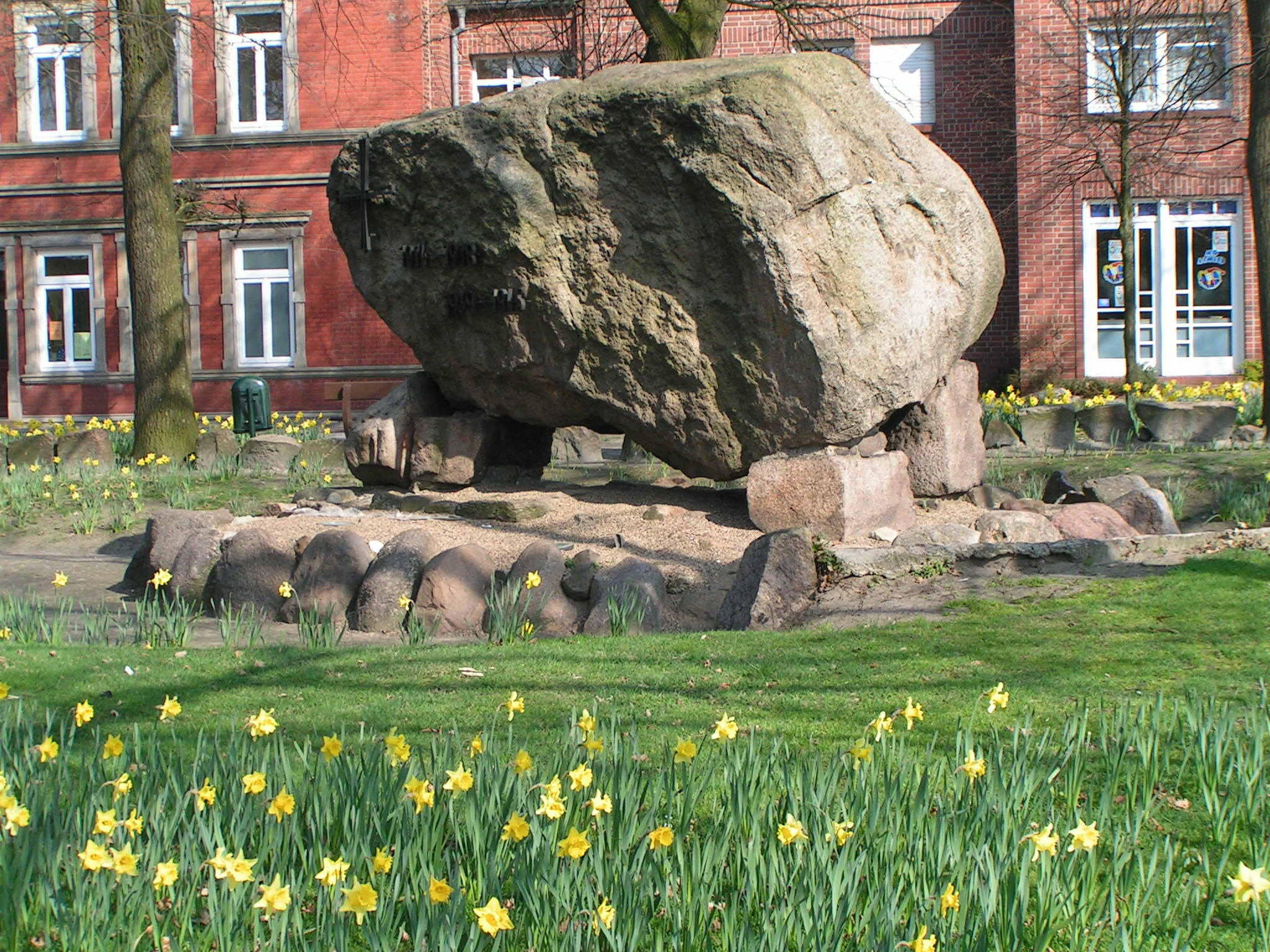
ディッカー・シュタイン

### 博物館

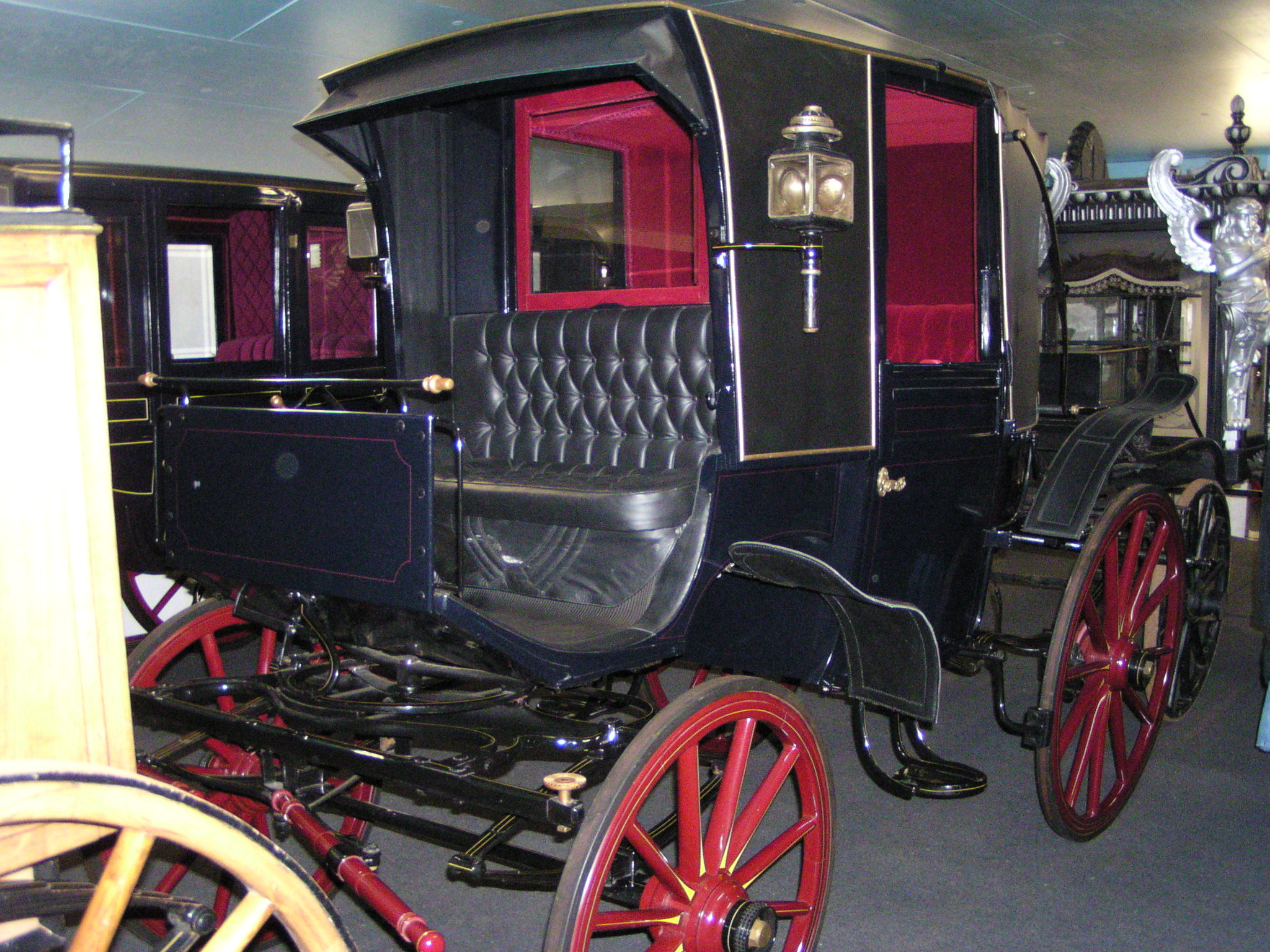
シュタインフェルト馬車博物館の展示物
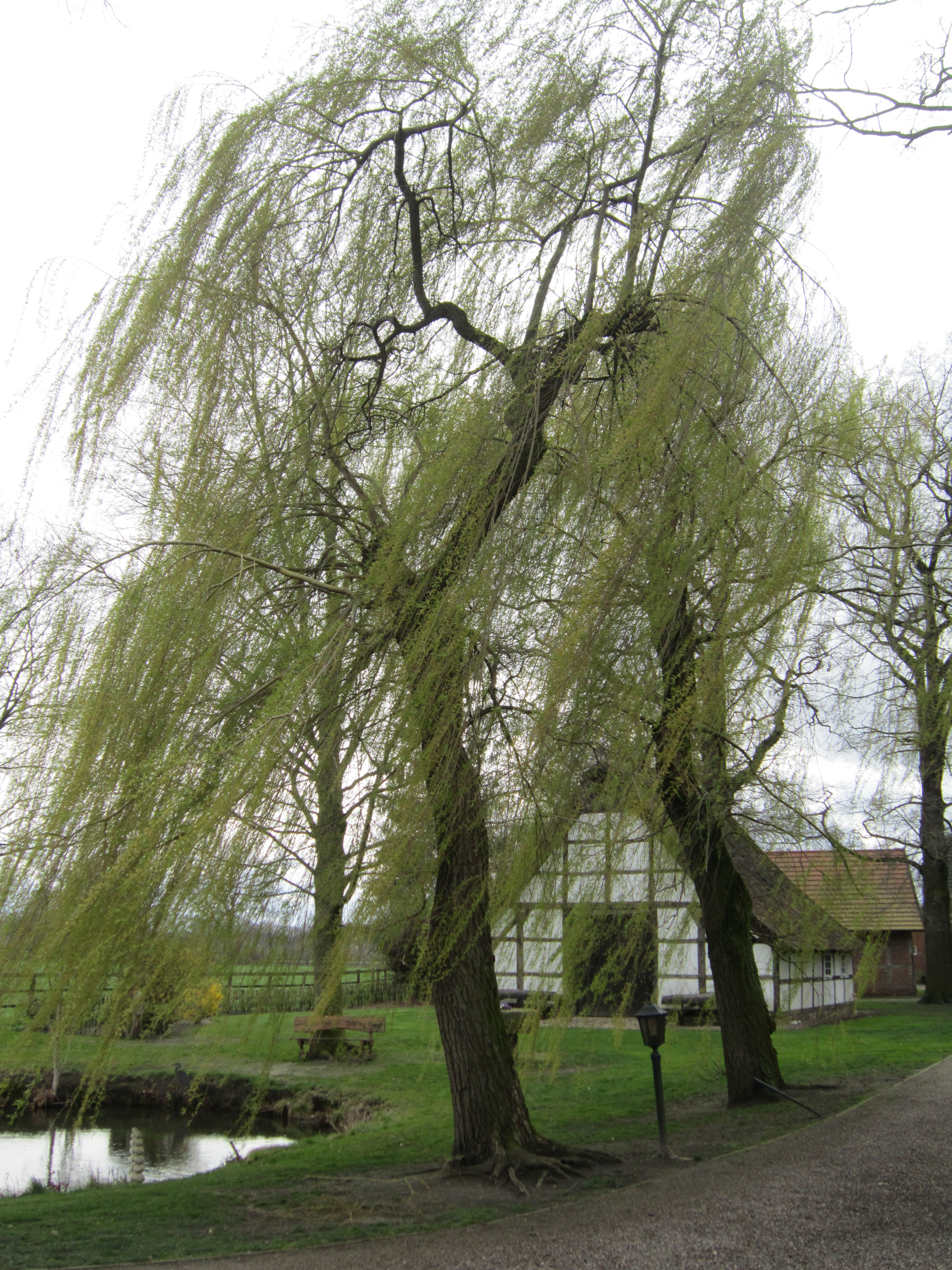
ミューレン地区の郷土博物館
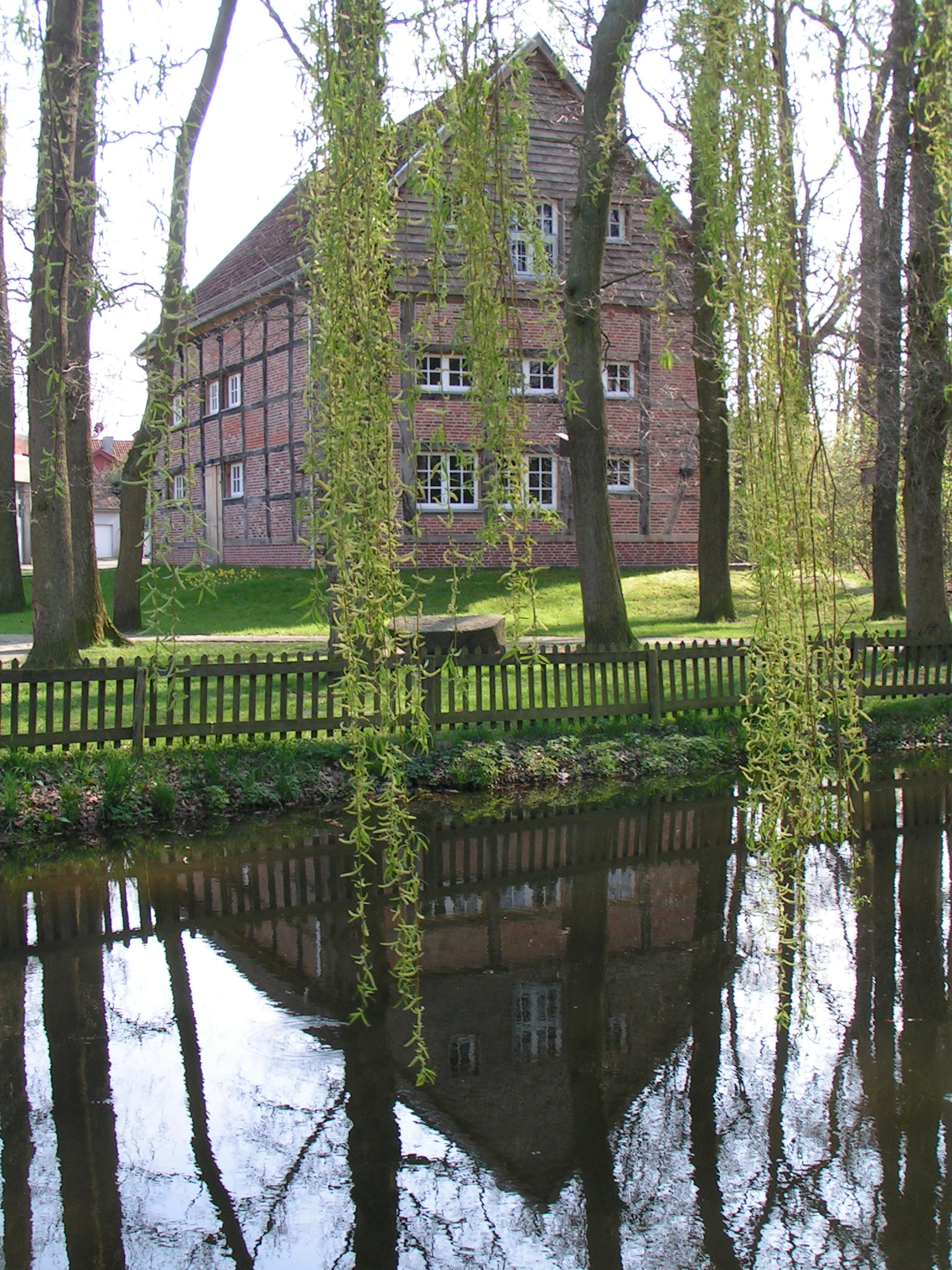
郷土文書館が入居する旧革なめし工城

### 公園

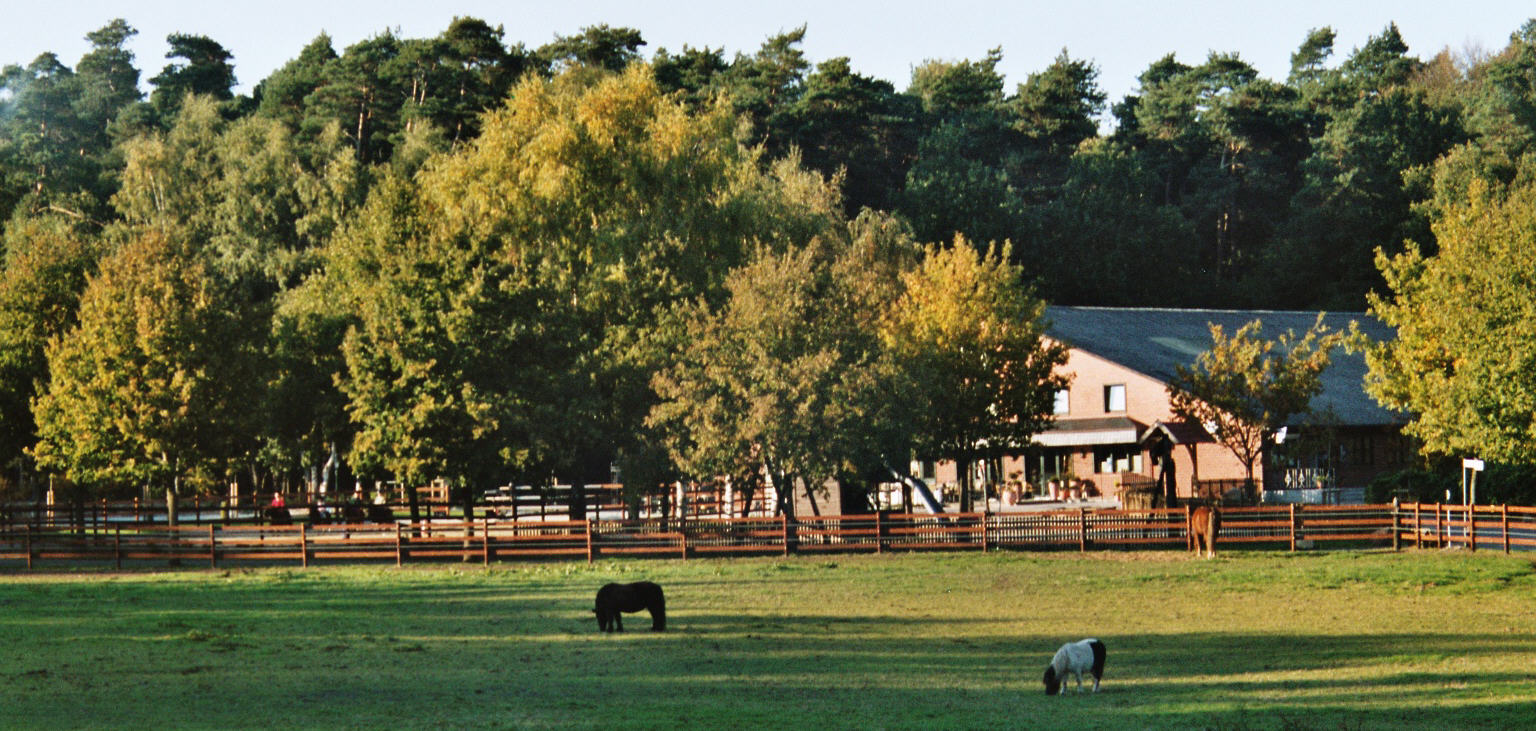
シェムダー・ベルクマルク保養センター

町の南部にダンマー山地が延びている。豊かな自然に恵まれたその風景は、オルデンブルガー・ミュンスターラントで最も美しいものの1つである。森の豊かな地区を通る数 km にわたる遊歩道では憩いと安らぎを得ることができる。シェムダー・ベルクマルク保養センターではこの他のレジャーも提供している。

### ブルワリー
シュタインフェルトには2007年末から2012年末までブルワリーがあり、ビール「リューケン・トップ」が醸造されていた。

### 年中行事
毎年大晦日にミューレンでジルベスターレースが開催される。
7月の第1週末には、3日間にわたるシュタインフェルト射撃祭が開催される。そのハイライトは、月曜の夕方19時頃に行われる新しい王の宣誓である。約1000人の射撃会員がパレードに参加する。

### 建築

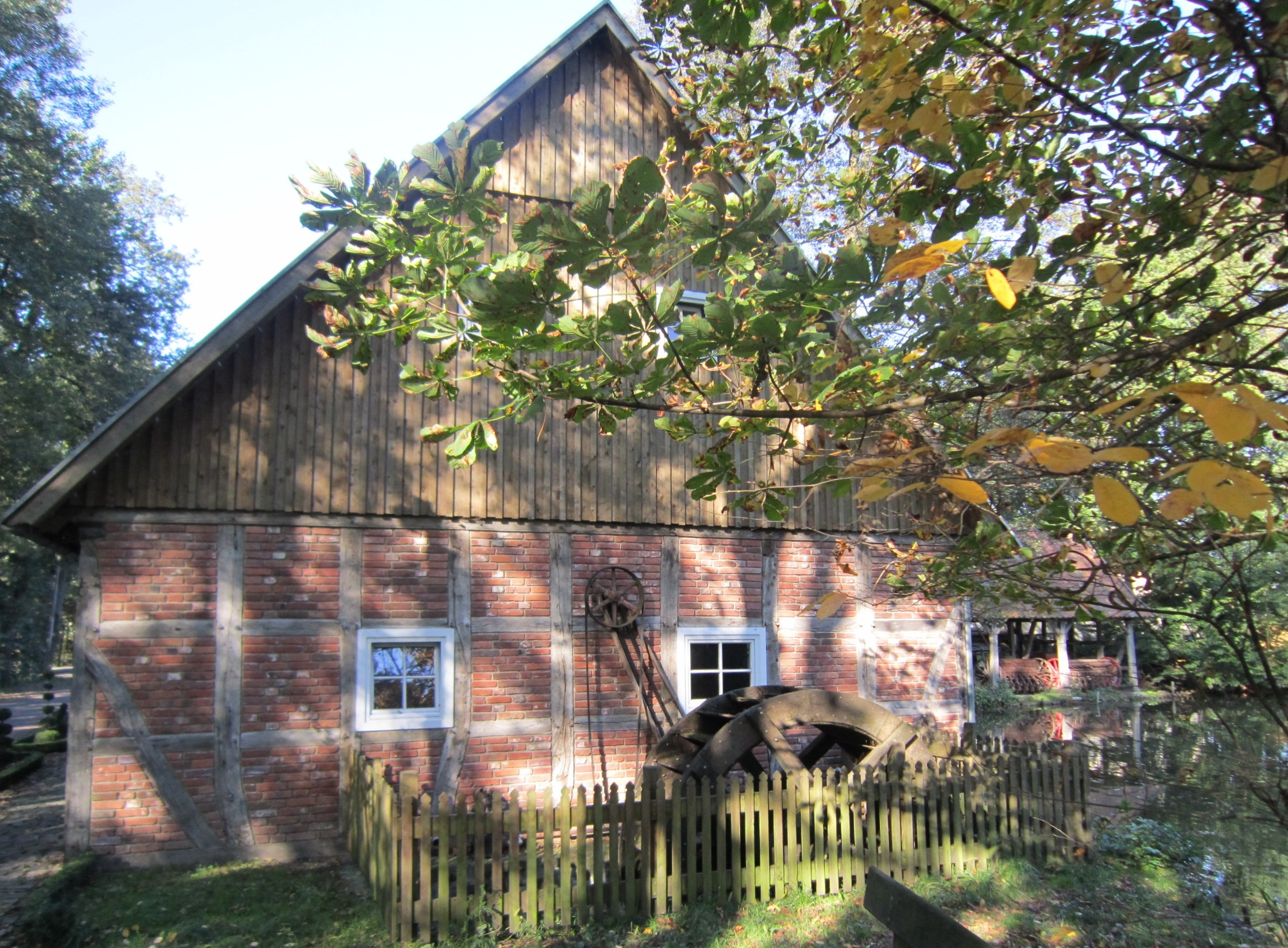
ペールキング水車

- 高さ 134 m のドイツテレコムAGの通信塔
- ジグナールベルクの軍事通信塔
- カトリックの教区教会である洗礼者聖ヨハネ教会。1897年-1899年建造。設計者: ヴィルヘルム・リンクラーケ（ミュンスター）、施工者: アウグスト・リンクラーケ（ミュンスター）、ステンドグラスのシリーズ: ハインリヒ・オイトマンのステンドグラス工房（リニヒ（ドイツ語版、英語版））[6]
- ミューレン地区にあるネオロマネスク様式のカトリック聖ボナヴェントゥーラ教会
- 福音主義の教区教会である復活教会
- ペールキング水車[7]
- シェムデ水車[8]
- ミューレン地区のマイヤー水車[9]

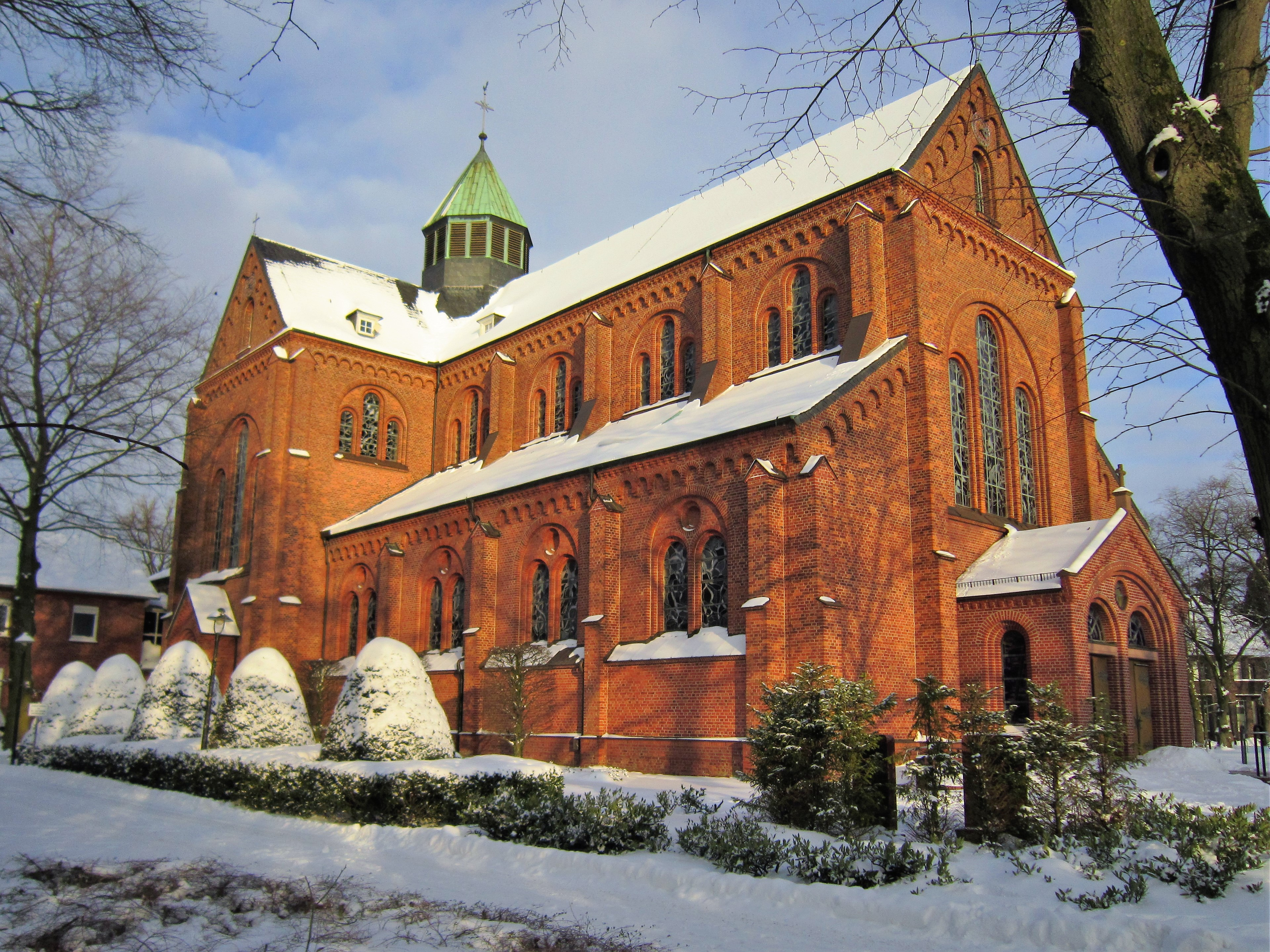
ミューレン地区の聖ボナヴェントゥーラ教会
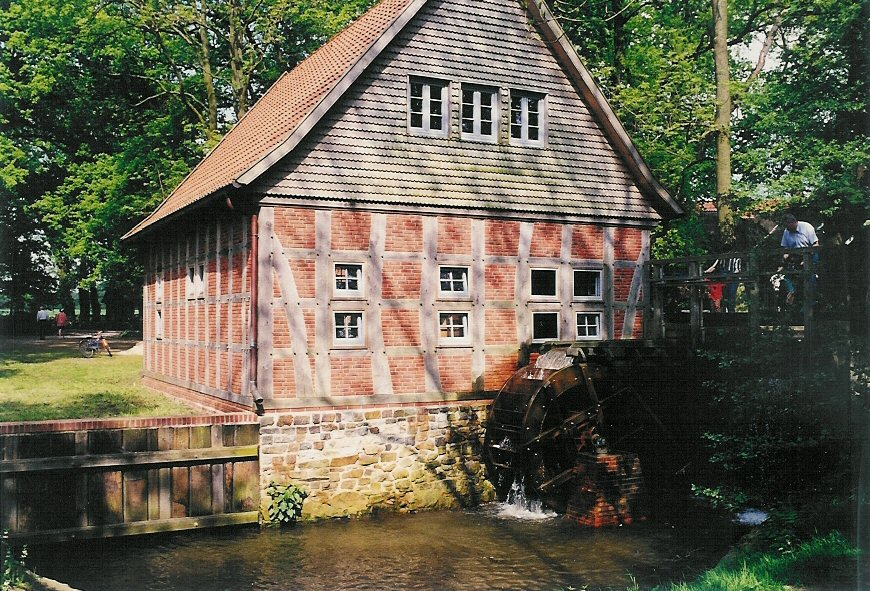
ミューレン地区のマイヤー水車

### 観光ルート
シュタインフェルトの町域をドイツ観光街道の「ボクセンシュトップ＝ルート」と「ニーダーザクセン・ミューレン街道」（水車・風車街道）。また、ヤコブの巡礼路の一部をなすピッカーヴェークもこの町を通っている。ピッカーヴェークはヨーロッパで最も古い文化街道の一部である。

### 射撃クラブ
シュタインフェルトには3つの射撃クラブ（シュラインフェルト射撃クラブ・フォン 1845 e.V.、ミューレン射撃クラブ・フォン 1919 e.V.、ハルペンドルフ＝デューペ射撃クラブ・フォン 1965 e.V.）がある。シュタインフェルト射撃クラブ・フォン 1845 e.V. は毎年7月の第1日曜日に伝統的な射撃祭を開催している。

## 経済と社会資本

### 経済
オルデンブルクの2024年1月3日現在の失業率は 4.0 % で前年同月 (3.8 %) に比べわずかに増加した。
この町は田舎の町であり、農業経済が特に重要である。シュタインフェルトにはいくつかの屠畜場がある。シュタインフェルトの商工業地の総面積は約100ヘクタールである。合成樹脂加工業が町域全域で中小企業や国際企業によって営まれている。

### メディア
- オルデンブルギシェ・フォルクスツァイトゥング
- ノルトヴェスト＝ツァイトゥング
- スポーツクラブの雑誌「ファルケン＝エコー」

### 教育
この町には以下の教育機関がある。
- 幼稚園4園（聖ニコラウス幼稚園、聖マリエン幼稚園、聖アントニウス幼稚園、アンドレアスヴェルク幼稚園）
- 聖アントニウスシューレ（基礎課程学校）
- 聖ヨハネスシューレ（基礎課程学校）
- ドン＝ボスコ＝シューレ・シュタインフェルト（オーバーシューレ）

### 交通
シュタインフェルトは連邦アウトバーン A1号線のホルドルフ・インターチェンジおよび連邦道 B214号線の近くに位置している。この他に鉄道デルメンホルスト - ヘゼーペ線がシュタインフェルトを通っている、ノルトヴェストバーンの列車 RB 58 が1時間間隔でオスナブリュックとブレーメンとの間を運行している。
シュタインフェルトは、交通の便が良いこととインフラがよく整っていることから商工業地の需要が高い。過去数十年間は集中的な職場の開発と定着が特徴であった。

## 人物

### 出身者
- テオ・シェーンヘフト（ドイツ語版、英語版）（1932年 - 1976年）サッカー選手。
- パウル・ショッケメーレ（ドイツ語版、英語版）（1945年 - ）障害馬術競技選手。
- アンドレアス・ベルクマン（ドイツ語版、英語版）（1959年 - ）サッカー選手、指導者、企業家。